# 밀양시·의령군·함안군·창녕군
밀양시·의령군·함안군·창녕군은 대한민국의 국회의원 선거구이다. 경상남도 밀양시, 의령군, 함안군, 창녕군을 관할한다. 현 지역구 국회의원은 국민의힘의 박상웅이다.

## 역사
제20대 국회의원 선거를 앞두고 실시된 선거구 개편으로 인해 밀양시·창녕군 선거구에 의령군과 함안군이 편입되면서 신설되었다.

## 관할 구역
| 대수  | 관할 구역                                       |
| ----- | ----------------------------------------------- |
| 20대~ | 밀양시 일원 의령군 일원 함안군 일원 창녕군 일원 |

## 역대 국회의원
| 선거   | 정당 | 정당       | 의원   |
| ------ | ---- | ---------- | ------ |
| 2016년 |      | 새누리당   | 엄용수 |
| 2020년 |      | 미래통합당 | 조해진 |
| 2024년 |      | 국민의힘   | 박상웅 |

## 역대 선거 결과

### 대한민국 제20대 국회의원 선거
|  | 41.60% |

|  | 38.72% |

|  | 9.08% |

|  | 8.05% |

|  | 2.52% |

### 대한민국 제21대 국회의원 선거
|  | 68.00% |

|  | 30.27% |

|  | 1.72% |

### 대한민국 제22대 국회의원 선거
|  | 66.85% |

|  | 33.14% |